# Швабе, Генрих
Самуэль Генрих Швабе (нем. Samuel Heinrich Schwabe; 25 октября 1789 — 11 апреля 1875) — немецкий астроном и ботаник. Открыл одиннадцатилетний цикл солнечной активности.

## Биография
Родился в Дессау в семье врача, в 1806—1809 принимал участие в семейном аптечном бизнесе, а в 1810—1812 получил образование фармацевта в Берлинском университете. После окончания университета вернулся в Дессау, где продолжал работать в аптеке. После продажи аптеки в 1829 посвятил себя естественным наукам. Ещё в годы учёбы в университете Швабе увлекся астрономией, и на протяжении 17 лет — с 1826 по 1843 каждый ясный день проводил наблюдения за Солнцем. Первоначально он стремился обнаружить гипотетическую интрамеркуриальную планету (орбита которой расположена ближе к Солнцу, чем орбита Меркурия), для которой было придумано имя Вулкан. В 1831 вёл также наблюдения красного пятна Юпитера. Систематически вёл наблюдения за солнечными пятнами. Анализируя многолетние наблюдения солнечных пятен, в 1843 обнаружил, что их количество на Солнце меняется по определённой закономерности. Например, в 1828 и 1829, точно так же, как и в 1836—1839 , Солнце ни на один день не оставалось без пятен, тогда как в 1833 и 1843 г. в течение половины всех дней наблюдений на нем не было пятен. В 1828 г. Швабе насчитал на Солнце в целом 225 пятен, в 1833-м — всего 33, в 1837-м — 333, а в 1843-м — лишь 34 пятна. Таким образом минимумы и максимумы числа пятен повторялись примерно через 10 лет.
Результаты своих наблюдений Швабе опубликовал в труде «Наблюдения Солнца 1843 г.» (англ. "Solar Observations during 1843"). Эта работа не привлекла широкого внимания научного сообщества, но на директора Бернской обсерватории Р. Вольфа она произвела столь значительное впечатление, что он организовал у себя в обсерватории регулярные наблюдения солнечных пятен. Несколько позже Р. Вольф уточнил период появления пятен на Солнце — 11 лет. Когда А. Гумбольдт в третьем томе своего фундаментального труда «Космос», изданном в 1851, привел статистику солнечных пятен с 1826, открытие Швабе стало общепризнанным.
За своё открытие Швабе получил в 1857 Золотую медаль Королевского астрономического общества Великобритании, а в 1868 был избран иностранным членом Лондонского королевского общества. После смерти Швабе в 1875 в Дессау 31 том его астрономических наблюдений был сдан на хранение в Королевское астрономическое общество и находится ныне в архиве Общества в Лондоне.
Наряду с астрономией, Швабе занимался также ботаникой. В 1838 он выпустил «Flora Anhaltina» — обширный труд о флоре своей родины, а также собрал гербарии растений ряда стран и парков Дессау.
В 1841 женился на Эрнестине Амалии Молденхоер.